# Questioni romane
Le Questioni romane (Αἰτίαι Ῥωμαϊκαί - Quaestiones Romanae) sono un'opera di Plutarco contenuta nei suoi Moralia.

## Struttura
L'opera, compresa nel Catalogo di Lampria al n. CXXXVIII, è un tentativo di spiegare 113 usanze romane, la maggior parte delle quali di tipo religioso. Il trattato è, inoltre, uno dei tre di tipo erudito-antiquario scritti da Plutarco; due sono stati conservati e il terzo, le Quaestiones Barbaricae, è perduto.
Il libro fu probabilmente pubblicato dopo la morte di Domiziano nel 96, anche se questa è una deduzione non del tutto certa derivabile dal testo.
Il titolo greco, che significa "cause", è citato due volte da Plutarco stesso nelle Vite e  indica le "origini" (in quasi tutti i casi sono riportate almeno due), dei quali, presumibilmente, non più di uno può essere giusto. Così le altre spiegazioni possono indicare i risultati delle ricerche di Plutarco in materia o le sue speculazioni.

## Analisi critica
Di conseguenza l'opera, che è una fonte importante in particolare per le usanze religiose, è di grandissimo aiuto per gli studiosi di storia delle religioni.
L'opera, del resto, mostra come l'autore non fosse affatto ignorante del latinoː Plutarco, in effetti, nella sua Vita di Demostene, modestamente professa di non avere profonda conoscenza del latino; eppure aveva letto una notevole quantità di opere in quella lingua e aveva trascorso qualche tempo a Roma, quindi era in grado di utilizzare le opere latine nella compilazione delle Questioni. Anzi, egli cita nel trattato alcuni scrittori romani, in particolare Varrone e Verrio Flacco e Livio.
Altre autorità romane sono menzionate di tanto in tanto, come Catone il Censore, Nigidio Figulo, Antistio Labeone, Ateio Capitone e Fenestella; ma non c'è dubbio che anche altri furono utilizzati, come risulta da espressioni quali "si dice", "alcuni dicono" e simili.